# Diego Simeone
Diego Pablo Simeone (* 28. April 1970 in Buenos Aires), auch bekannt unter seinem Spitznamen El Cholo, ist ein argentinischer Fußballtrainer und ehemaliger -spieler. Seit 2011 steht er als Cheftrainer bei Atlético Madrid unter Vertrag.

## Spielerkarriere

### Im Verein
Seine Profikarriere begann Diego Simeone 1987 bei Vélez Sársfield. 1990 kam er nach Europa und spielte zunächst in der italienischen Serie A bei Pisa Calcio. Seine weiteren Clubstationen waren der FC Sevilla, Atlético Madrid, Inter Mailand, Lazio Rom und nochmals Atlético Madrid. Sein größter Erfolg in der Vereinskarriere war der Gewinn des UEFA-Cups mit Inter Mailand 1998. Simeone spielte damals zusammen mit Stars wie Gianluca Pagliuca, Youri Djorkaeff und Ronaldo in einem Team. Ein Jahr später gewann er mit Lazio Rom unter Trainer Sven-Göran Eriksson den UEFA-Super-Cup. Mannschaftskameraden waren unter anderem Alessandro Nesta, Juan Sebastián Verón und Pavel Nedvěd. Im Januar 2005 kehrte der Mittelfeldspieler in seine Heimat zurück und spielte beim Racing Club Avellaneda. Er beendete seine aktive Fußballerlaufbahn am 17. Februar 2006.

### In der Nationalmannschaft
Diego Simeone nahm an der Copa América der Jahre 1991 und 1993 teil, die er beide mit der Argentinischen Nationalmannschaft gewann. Simeone bestritt 1994 bei der Weltmeisterschaft in den USA seine erste Fußball-Weltmeisterschaft. Hier trat die Albiceleste als einer der Turnierfavoriten an und Simeone spielte neben Spielern wie Diego Maradona, Sergio Goycochea und Gabriel Batistuta. Allerdings schied man im Achtelfinale nach einer Niederlage gegen Rumänien aus. Es folgte die Teilnahme an der WM 1998 in Frankreich, wo Simeone seine Nationalmannschaft in vier von fünf Spielen als Kapitän auf den Platz führte. Berühmt geworden ist sein Zweikampf im Achtelfinale der WM 1998 mit David Beckham, wo der damalige Jungstar der englischen Nationalmannschaft wegen Nachtretens des Feldes verwiesen wurde. In diesem Turnier war im Viertelfinale gegen die Niederlande Schluss. Simeone war ebenfalls bei der WM 2002 in Japan und Südkorea dabei. Dieses Turnier wurde für die Argentinier zum Desaster. Der zweimalige Weltmeister scheiterte bereits in der Vorrunde. Simeone hatte in den ersten beiden Spielen mitgespielt. Insgesamt bestritt er zwischen Juli 1988 und Juni 2002 106 Länderspiele und war von Dezember 2000 bis Oktober 2006 alleiniger Rekordnationalspieler seines Landes. 1996 nahm Simeone an den Olympischen Spielen in Atlanta teil und gewann mit Argentinien die Silbermedaille.

## Erfolge als Spieler
Im Verein
- Spanischer Meister: 1996
- Spanischer Pokalsieger: 1996
- UEFA-Pokal-Sieger: 1998
- UEFA Super Cup: 1999
- Italienischer Meister: 2000
- Italienischer Pokalsieger: 2000
- Italienischer Supercup-Sieger: 2000

In der Nationalmannschaft
- Copa América: 1991, 1993
- König-Fahd-Pokal: 1992
- Olympische Silbermedaille: 1996

## Trainerkarriere

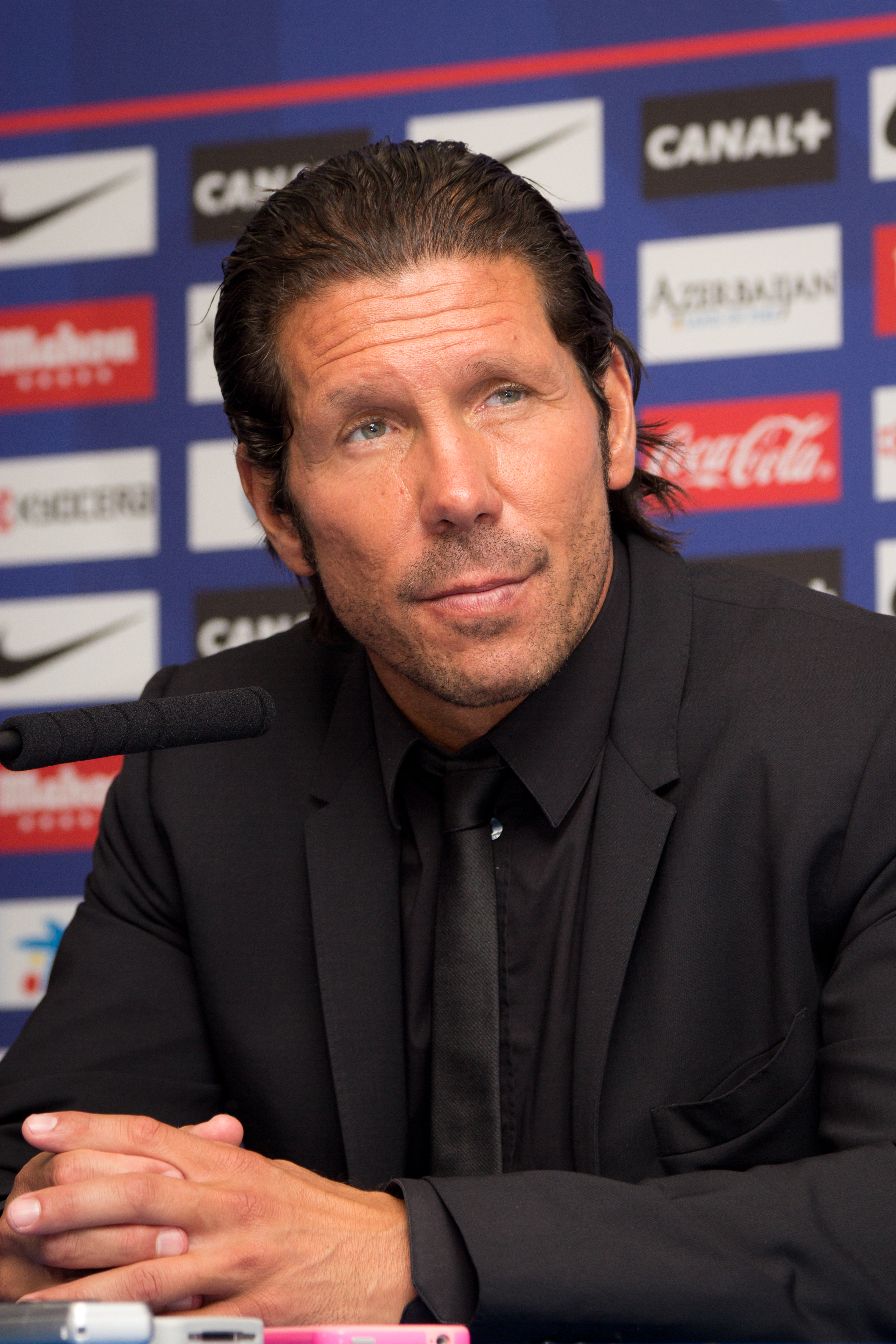
Simeone im Jahr 2013

Simeones letzte Station als aktiver Spieler war gleichzeitig seine erste als Trainer: Beim Racing Club de Avellaneda übernahm er 2006 das Traineramt. Ohne Angabe von Gründen wurde er nach dem Klassenerhalt entlassen und heuerte später bei Estudiantes de La Plata an. Mit Estudiantes gewann er in einem Entscheidungsspiel gegen die Boca Juniors mit 2:1 die Meisterschaft des Apertura 2006 und beendete damit eine Durststrecke von 23 Jahren ohne Titel für den Verein.
Zugunsten des Trainerpostens bei River Plate verließ Simeone La Plata im Dezember 2007. Auch dort gewann er einen nationalen Meistertitel. Nach dem Aus in der Copa Sudamericana und auf dem letzten Tabellenplatz stehend gab Simeone sein Amt im November 2008 auf.
Im Jahr 2009 wurde Diego Simeone Trainer des Erstligisten CA San Lorenzo de Almagro und trat dort im April 2010 von seinem Amt zurück. Von Januar bis Juni 2011 war er Trainer beim in Abstiegsgefahr geratenen Serie-A-Vertreter Catania Calcio. Er übernahm dort das Traineramt von Marco Giampaolo, wurde aber nach nur etwa vier Monaten durch den vorherigen Trainer des AS Rom, Vincenzo Montella, abgelöst. Am 21. Juni 2011 wurde Simeone Nachfolger von Miguel Ángel Russo beim Racing Club aus Avellaneda, wo er bereits als Spieler aktiv war. Ein halbes Jahr später wurde er bei Atlético Madrid zum Nachfolger von Gregorio Manzano berufen.
Dort gelang ihm innerhalb kürzester Zeit der Durchbruch zum Weltklassetrainer. Simeone gewann gleich in seiner ersten Saison mit Atlético die UEFA Europa League. Das nächste Jahr verlief nicht minder erfolgreich: Durch einen dritten Platz in der Liga konnte sich Atlético direkt für die UEFA Champions League qualifizieren. Die Saisonhighlights waren jedoch die Erfolge im UEFA Super Cup gegen den FC Chelsea sowie im Pokalfinale gegen den Stadtrivalen Real Madrid. Auch diese Saison konnte Simeone allerdings noch einmal überbieten: 2013/14 gewann er mit Atlético die spanische Meisterschaft und erreichte das Finale der UEFA Champions League, das mit 1:4 nach Verlängerung gegen Real Madrid verloren ging. Zwei Jahre später gelang ihm mit Atlético nach Erfolgen gegen den FC Barcelona und FC Bayern München erneut der Einzug ins Endspiel. Dort verlor Atlético jedoch erneut denkbar knapp im Elfmeterschießen gegen Real Madrid.
Mit dem 2:0-Erfolg seiner Mannschaft im Spiel gegen Celta Vigo erreichte Simeone als zweiter Trainer überhaupt nach Miguel Muñoz seinen 200. Sieg in La Liga mit nur einer Mannschaft.

## Erfolge als Trainer
International
- Europa-League-Sieger (2): 2012, 2018 (Atlético Madrid)
- UEFA-Super-Cup-Sieger (2): 2012, 2018 (Atlético Madrid)
- Champions-League-Finalist (2): 2014, 2016 (Atlético Madrid)

National
- Torneo Apertura: 2006 (Estudiantes de La Plata)
- Torneo Clausura: 2008 (River Plate)
- Spanischer Meister (2): 2014, 2021 (Atlético Madrid)
- Spanischer Pokalsieger: 2013 (Atlético Madrid)
- Spanischer Superpokalsieger: 2014 (Atlético Madrid)

## Privates
Simeones Söhne Giovanni, Gianluca und Giuliano sind ebenfalls Profifußballer.